# Associazione Calcio Prato 2016-2017
Questa voce raccoglie le informazioni riguardanti dell'Associazione Calcio Prato nelle competizioni ufficiali della stagione 2016-2017.

## Organigramma societario
Area tecnica
- Francesco Monaco - Allenatore
- Umberto Bracciali - Preparatore atletico
- Lorenzo Cavallaro - Preparatore atletico
- Andrea Puggelli - Allenatore portieri

Area sanitaria
- Roberto Baldi - Responsabile
- Lorenzo Sarti - Massaggiatore
- Filippo Bettazzi - Fisioterapista

## Rosa
Rosa aggiornata al 23 novembre 2016.
| N. |                   | Ruolo | Calciatore          |
| -- | ----------------- | ----- | ------------------- |
| 1  | Italia (bandiera) | P     | Riccardo Melgrati   |
| 2  | Italia (bandiera) | D     | Fabio Catacchini    |
| 3  | Italia (bandiera) | D     | Alessandro Sobacchi |
| 4  | Italia (bandiera) | C     | Enrico De Micheli   |
| 5  | Italia (bandiera) | D     | Riccardo Martinelli |
| 6  | Italia (bandiera) | C     | Antonio Romano      |
| 8  | Italia (bandiera) | C     | Davide Carcuro      |
| 9  | Italia (bandiera) | A     | Gabriele Moncini    |
| 10 | Italia (bandiera) | A     | Francesco Tavano    |
| 11 | Italia (bandiera) | A     | Davide Di Molfetta  |
| 12 | Italia (bandiera) | P     | Jacopo Nigro        |
| 14 | Italia (bandiera) | D     | Fabrizio Danese     |
| 15 | Italia (bandiera) | D     | Matteo Vannucci     |

| N. |                      | Ruolo | Calciatore               |
| -- | -------------------- | ----- | ------------------------ |
| 16 | Gambia (bandiera)    | A     | Ali Sowe                 |
| 18 | Italia (bandiera)    | A     | Ibukun Roberto Ogunseye  |
| 19 | Italia (bandiera)    | A     | Manuele Malotti          |
| 20 | Italia (bandiera)    | C     | Luca Checchin            |
| 21 | Italia (bandiera)    | C     | Matteo Cavagna           |
| 22 | Italia (bandiera)    | P     | Thomas Saloni            |
| 23 | Italia (bandiera)    | D     | Daniele Ghidotti         |
| 24 | Italia (bandiera)    | D     | Cosimo Nannini           |
| 26 | Italia (bandiera)    | D     | Lorenzo Benucci          |
| 27 | Italia (bandiera)    | P     | Rino Iuliano             |
| 29 | Italia (bandiera)    | D     | Giovanni Tomi            |
| 32 | Italia (bandiera)    | D     | Andrea Beduschi          |
| 33 | Martinica (bandiera) | D     | Andrew Delly Marie-Sante |